# Ned Washington
Ned Washington (15 de agosto de 1901 – 20 de dezembro, 1976) foi um letrista e compositor norte-americano.
Washington foi nomeado para 11 Oscars de 1940 á 1962. Ele venceu o Oscar de melhor canção original duas vezes: Em 1940 por "When You Wish upon a Star" de Pinóquio e em 1952 por "High Noon (Do Not Forsake Me, Oh My Darlin')" de High Noon.
Ned Washington é um membro do Songwriters Hall of Fame. Ele está enterrado no Holy Cross Cemetery, em Culver City.